# اولاف هودنه
اولاف هودنه (انگلیسی: Olav Hodne; ۱۶ ژوئن ۱۹۲۱ – ۲۹ اکتبر ۲۰۰۹) نویسنده، کشیش و مبلغ مذهبی اهل نروژ بود. او به یک هیئت میسیونر حقوق بشری و مذهبی به نام مأموریت نروژی سانتال (Norwegian Santal Mission) وابسته بود که عمدتاً در هند فعالیت داشتند.
وی همچنین برندهٔ جوایزی همچون جایزه پناهندگان نانسن شده‌است.

## زندگی‌نامه
هودنه در شهر لینداس، هوردالاند، نروژ به دنیا آمد. او در برگن موفق به کسب دیپلم نروژ در سال ۱۹۴۱ شد. هودنه در سال ۱۹۴۶ در یک مدرسه مذهبی به نام استاوانگر به تحصیل پرداخت. سپس برای کمک به مأموریت‌های حقوق‌بشری و مذهبی به استخدام مأموریت نروژی سانتال درآمد و در سال ۱۹۴۸ به مأموریت هند فرستاده شد. در سال ۱۹۷۲، او بنیان‌گذار و مدیر کل خدمات به پناهندگان کوچ بهار شد و از پناهندگان بنگلادش در طول جنگ استقلال بنگلادش حمایت کرد. پس از جنگ، اولاف هودنه در تأسیس خدمات امدادرسانی دیناژپور نقش داشت. این سازمان به منظور کمک‌رسانی به پناهندگانی که قصد بازگشت به مناطق ناحیه رنگ‌پور و ناحیه دیناژپور را داشتند خطوطی از شمال غربی بنگلادش ایجاد کردند. متعاقباً این پروژه تبدیل به یک برنامه نوسازی شد، سپس تبدیل به یک برنامه توسعه بزرگ و پیشرفته در بنگلادش شد. هودنه همچنین در (۱۹۷۴) در تأسیس برنامه‌های فدراسیون جهانی لوتری در هند مشارکت داشت.